# 林品晶
林品晶 (Bun-Ching Lam，1954年—)，生於澳門，七歲開始學習鋼琴，十五歲首次公開演奏。1976年香港中文大學音樂系畢業。後赴聖地牙哥加利福尼亞大學進修，1981年獲博士學位。此後至1986年在康沃爾藝術學院任教。1991年獲羅馬獎。目前獨立發展，同時任多家院校客席教授及特約作曲家。2005年回到澳門演出。
現來往於紐約與巴黎之間。

## 主要作品
- 《澳門懷思》
- 《澳門懷思之二》
- 《文姬—胡笳十八拍》

## 外部連結
- 林品晶官方網頁 （页面存档备份，存于）
- 《中大校友》的訪問 （页面存档备份，存于）